# Aegolipton marginale
Aegolipton marginale är en skalbaggsart som först beskrevs av Fabricius 1775.  Aegolipton marginale ingår i släktet Aegolipton och familjen långhorningar.
Artens utbredningsområde är:
- Bangladesh.
- Laos.
- Burma.
- Taiwan.

Inga underarter finns listade i Catalogue of Life.